# Friedrichstanneck
Friedrichstanneck ist ein Ortsteil der Kreisstadt Eisenberg im Saale-Holzland-Kreis in Thüringen.

## Geografie
Friedrichstanneck liegt mitten in der westlichen Vorstadt von Eisenberg neben dem Sportforum und ist mit Wohnhäusern und Verkaufsgebäuden umbaut. Östlich führt mit der Landesstraße 1073 eine stark frequentierte Verbindungsstraße vorüber.

## Geschichte
1542 wurde Tanneck urkundlich erstmals erwähnt. Dort gab es im 16. Jahrhundert ein Vorwerk. 1731 erhielt dessen Besitzerin Elisabeth von Mosel vom damaligen Gothaer Herzog Friedrich II. die Erlaubnis, das Dorf in Friedrichstanneck umzubenennen.
Johann Adolf von Sachsen-Gotha-Altenburg ließ sich 1756 das Schloss Friedrichstanneck mit Park und Teehaus bauen. Später wurde es für Mieter, ein Museum und einen Jugendclub umgebaut. Heute ist es baufällig. Ein Hotel in unmittelbarer Nachbarschaft trägt den Namen Friedrichs Tanneck.
Friedrichstanneck gehörte zum wettinischen Kreisamt Eisenberg, welches aufgrund mehrerer Teilungen im Lauf seines Bestehens unter der Hoheit verschiedener Ernestinischer Herzogtümer stand. 1826 kam der Ort mit dem Südteil des Kreisamts Eisenberg und der Stadt Eisenberg vom Herzogtum Sachsen-Gotha-Altenburg zum Herzogtum Sachsen-Altenburg.
1923/24 wurde der Ort nach Eisenberg eingemeindet.

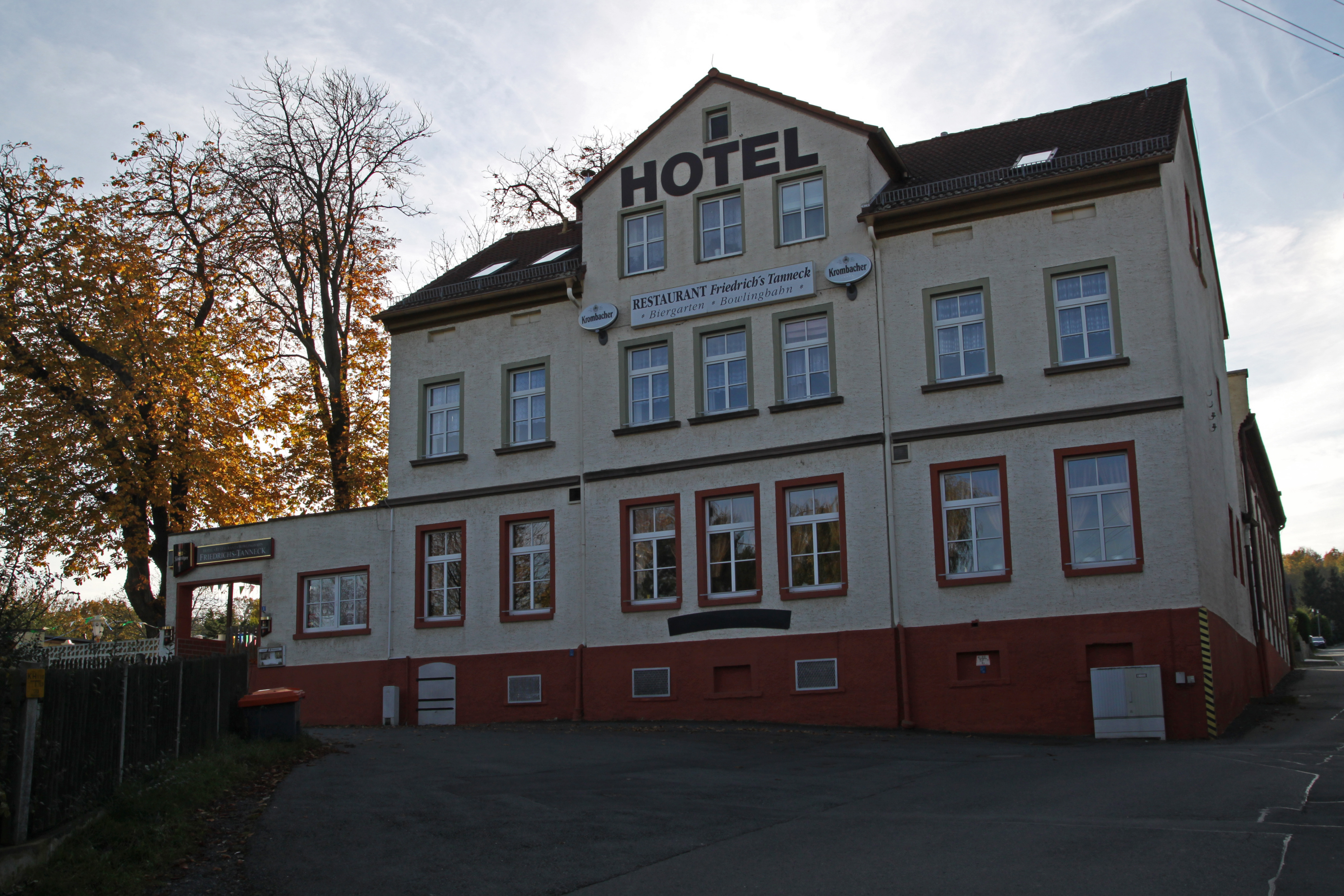
Hotel in Friedrichstanneck
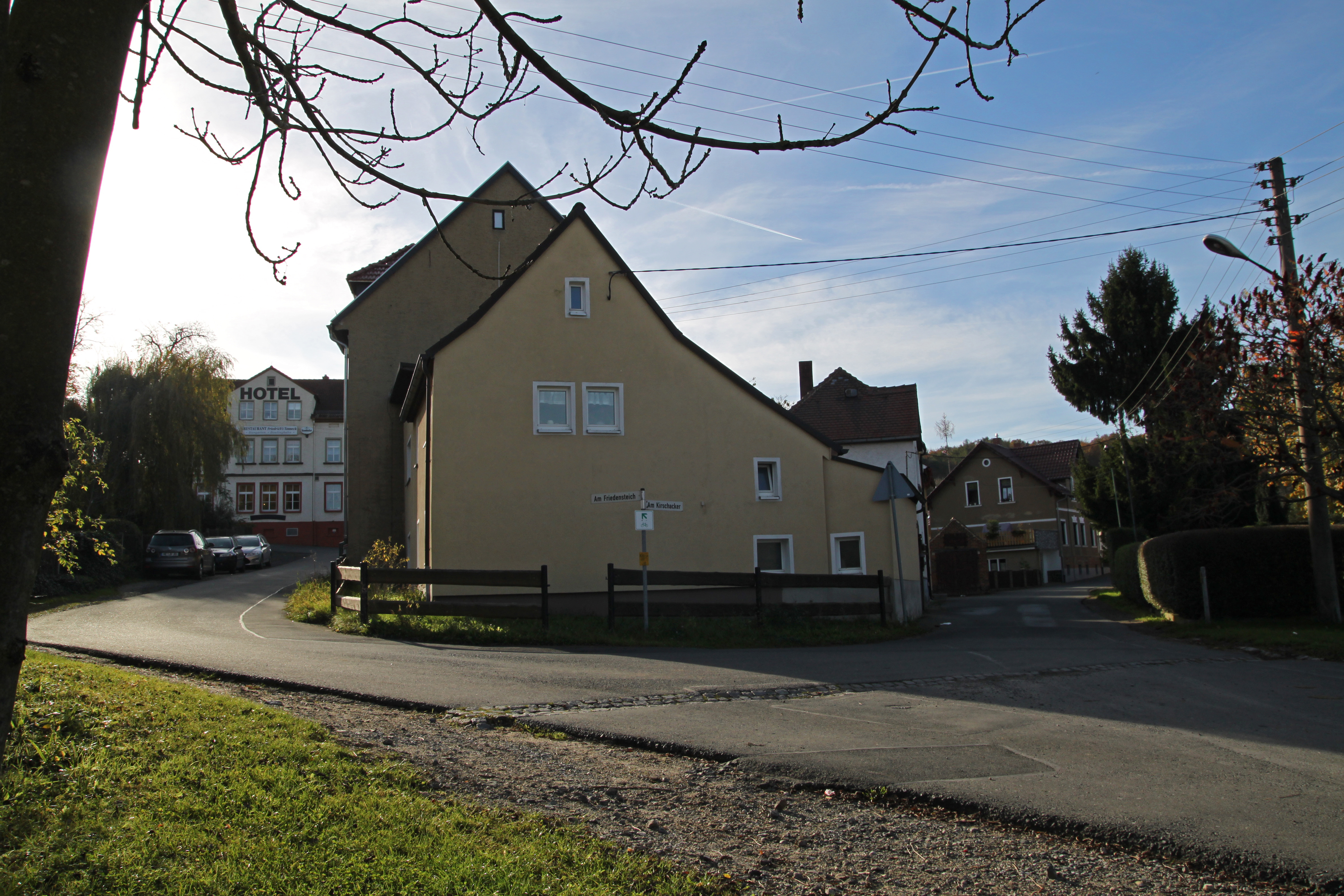
Dorfstraße in Friedrichstanneck
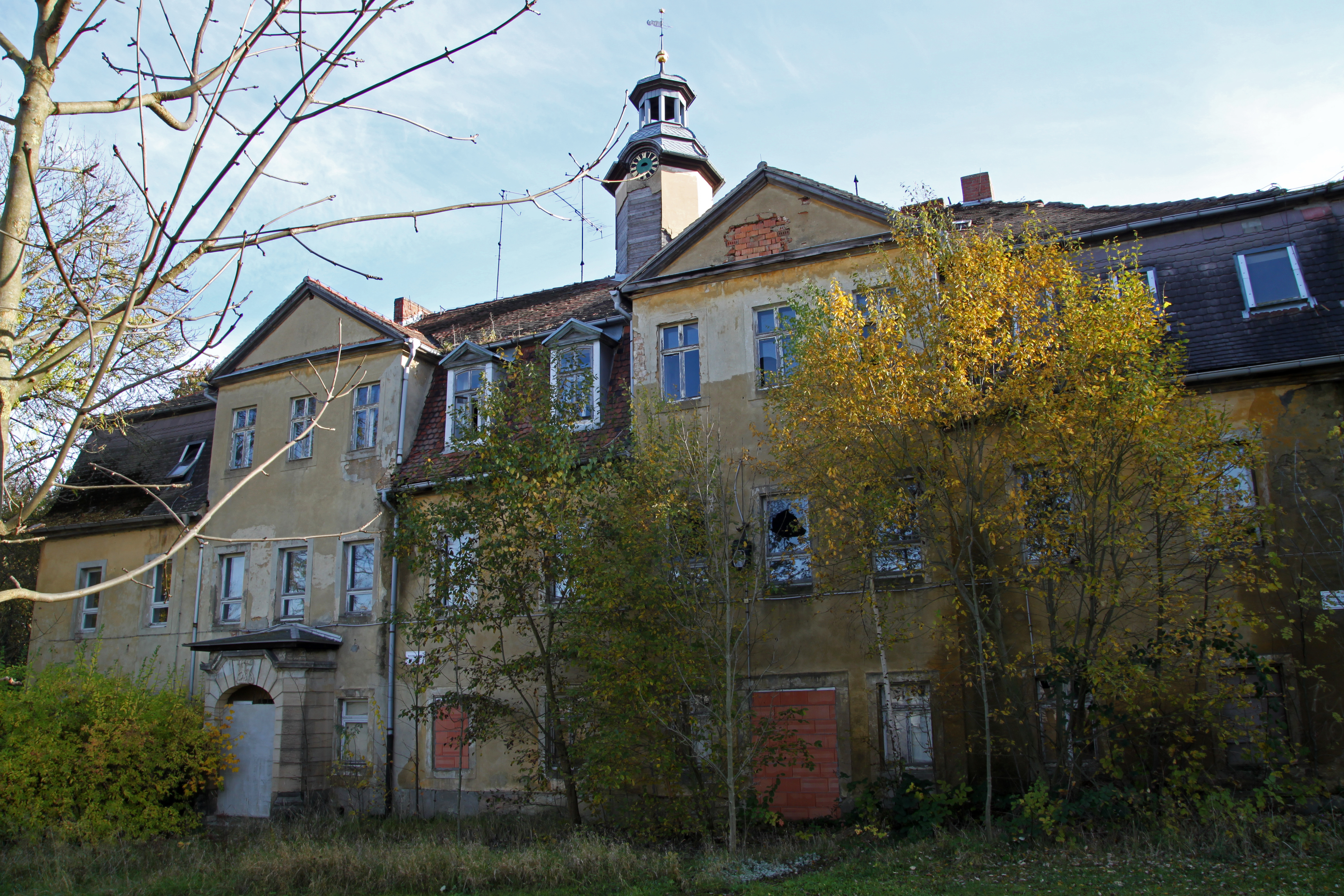
Schloss Friedrichstanneck

## Persönlichkeiten
- Julius Weissenborn (1837–1888), Fagottist, Komponist und Hochschullehrer